# Papaipema errans
Papaipema errans är en fjärilsart som beskrevs av Barnes och Mcdunnough 1912. Papaipema errans ingår i släktet Papaipema och familjen nattflyn. Inga underarter finns listade i Catalogue of Life.